# Bahnstrecke Crossen an der Elster–Porstendorf
| Strecke zwischen Graitschen und Bürgel (2018) |                                |                       |                       |
| Streckennummer (DB): | 6659                           |                       |                       |
| Kursbuchstrecke (DB): | 552                            |                       |                       |
| Kursbuchstrecke: | 160f (1934) DR: 187d, 561, 532 |                       |                       |
| Streckenlänge: | 29,41 km                       |                       |                       |
| Spurweite: | 1435 mm (Normalspur)           |                       |                       |
| |                                |                       |                       |
| \| \| \| von Leipzig–Leutzsch \| \| \| \| 0,00 \| Crossen an der Elster \| Crossen an der Elster \| \| \| \| nach Probstzella \| \| \| \| 3,60 \| Rauda \| Rauda \| \| \| \| Bundesstraße 7 \| \| \| \| 6,69 \| Eisenberg Ost \| Eisenberg Ost \| \| \| 8,71 \| Eisenberg (Thür) \| Eisenberg (Thür) \| \| \| \| Bundesautobahn 9 \| \| \| \| 12,82 \| Hainspitz \| Hainspitz \| \| \| 14,79 \| Serba \| Serba \| \| \| 19,12 \| Bürgel (Thür) \| Bürgel (Thür) \| \| \| 22,67 \| Graitschen \| Graitschen \| \| \| 24,58 \| Löberschütz \| Löberschütz \| \| \| 26,38 \| Beutnitz (Thür) \| Beutnitz (Thür) \| \| \| \| Saale \| \| \| \| \| von Abzw Saaleck \| \| \| \| 29,41 \| Porstendorf \| Porstendorf \| \| \| \| nach Saalfeld (Saale) \| \| |                                |                       |                       |
| Strecke |                                | von Leipzig–Leutzsch  | von Leipzig–Leutzsch  |
| Bahnhof | 0,00                           | Crossen an der Elster | Crossen an der Elster |
| Abzweig ehemals geradeaus und nach links |                                | nach Probstzella      | nach Probstzella      |
| Haltepunkt / Haltestelle (Strecke außer Betrieb) | 3,60                           | Rauda                 | Rauda                 |
| Bahnübergang (Strecke außer Betrieb) |                                | Bundesstraße 7        | Bundesstraße 7        |
| Haltepunkt / Haltestelle (Strecke außer Betrieb) | 6,69                           | Eisenberg Ost         | Eisenberg Ost         |
| Bahnhof (Strecke außer Betrieb) | 8,71                           | Eisenberg (Thür)      | Eisenberg (Thür)      |
| Strecke mit Straßenbrücke (Strecke außer Betrieb) |                                | Bundesautobahn 9      | Bundesautobahn 9      |
| Haltepunkt / Haltestelle (Strecke außer Betrieb) | 12,82                          | Hainspitz             | Hainspitz             |
| Haltepunkt / Haltestelle (Strecke außer Betrieb) | 14,79                          | Serba                 | Serba                 |
| Bahnhof (Strecke außer Betrieb) | 19,12                          | Bürgel (Thür)         | Bürgel (Thür)         |
| Haltepunkt / Haltestelle (Strecke außer Betrieb) | 22,67                          | Graitschen            | Graitschen            |
| Haltepunkt / Haltestelle (Strecke außer Betrieb) | 24,58                          | Löberschütz           | Löberschütz           |
| Haltepunkt / Haltestelle (Strecke außer Betrieb) | 26,38                          | Beutnitz (Thür)       | Beutnitz (Thür)       |
| Brücke über Wasserlauf (Strecke außer Betrieb) |                                | Saale                 | Saale                 |
| Abzweig ehemals geradeaus und von rechts |                                | von Abzw Saaleck      | von Abzw Saaleck      |
| Haltepunkt / Haltestelle | 29,41                          | Porstendorf           | Porstendorf           |
| Strecke |                                | nach Saalfeld (Saale) | nach Saalfeld (Saale) |

Die Bahnstrecke Crossen an der Elster–Porstendorf verband Elster- und Saaletal und die dazwischen gelegenen Städte Bürgel und Eisenberg wenige Kilometer nördlich der Bahnstrecke Weimar–Jena–Gera. In Crossen an der Elster (bis 1991 Krossen/Elster) bestand Anschluss an die Bahnstrecke Leipzig–Zeitz–Gera–Saalfeld–Probstzella, in Porstendorf an die Saalbahn (Großheringen–Camburg–Jena–Rudolstadt–Saalfeld).

## Geschichte

### Vorgeschichte

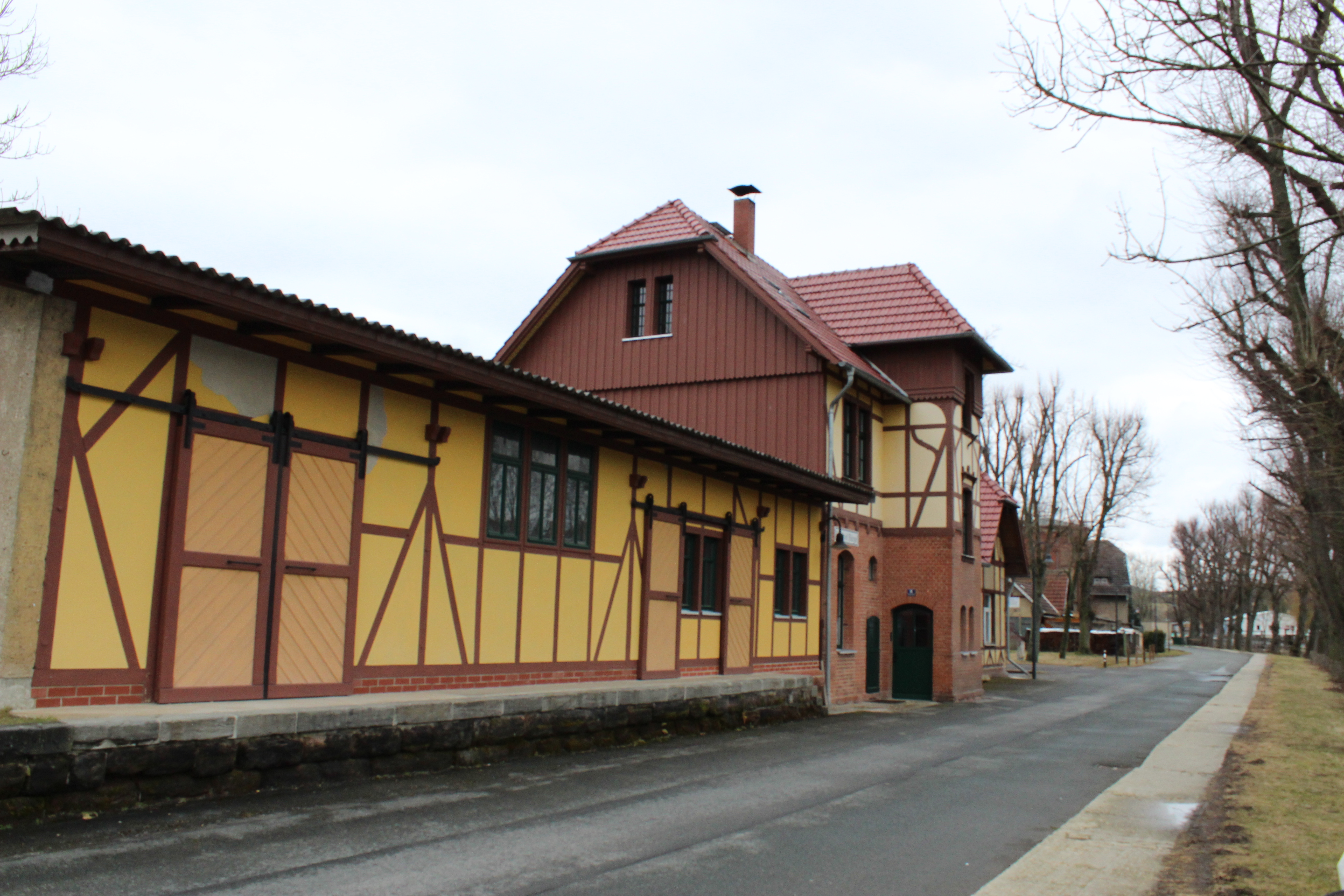
Bahnhof Bürgel (2018)

Bereits in den 1850er Jahren gab es erste Versuche für eine Bahnstrecke in dieser Gegend, dieses Vorhaben scheiterte ebenso wie das 1865 aufgestellte Projekt Weimar–Jena–Bürgel–Eisenberg–Krossen an zu hohen Kosten.

### Eisenberg–Crossener Eisenbahn-Gesellschaft
Der teils im Raudatal verlaufende Ostteil Crossen–Eisenberg wurde am 1. April 1880 durch die Eisenberg–Crossener Eisenbahn-Gesellschaft eröffnet, an der das Herzogtum Sachsen-Altenburg und die Stadt Eisenberg beteiligt waren. Die Trassierung erfolgte zunächst äußerst sparsam, indem zwischen Cursdorf (damalige Schreibweise) und Crossen die Staatschaussee mitbenutzt wurde. Diese Bauform erwies sich bald als problematisch und wurde später geändert.

### Von der Verstaatlichung bis um 1960
Nachdem das Unternehmen am 1. April 1903 an die Preußische Staatsbahn übergegangen war, wollte diese den Bahnbau nach Westen durch anspruchsvolleres Gebiet fortsetzen. Daraus ergaben sich heftige Diskussionen über die beste Trassenführung, besonders zwischen Bürgel und dem Saaletal.:85–91 Eine Führung durch das Gembdental nach Jena war länger und topographisch ungünstiger als durch das Gleistal nach Porstendorf, verlief jedoch parallel zur vorhandenen Fernstraße und ermöglichte eine direkte Verkehrsverlagerung von dieser. Die weniger aufwändige, aber relativ abgelegene Gleistal-Trasse hätte dagegen problemlos eine Verlängerung nach Apolda ermöglicht, die lange Zeit im Gespräch war. Letztlich wurde die Strecke nach Porstendorf gebaut und die gesamte Teilstrecke Eisenberg–Porstendorf (im Volksmund »Esel« genannt) am 2. Oktober 1905 in Betrieb genommen. Anschließend wurden die auf der Landstraße Eisenberg–Crossen verlaufenden Streckenabschnitte neu trassiert und am 1. Oktober 1906 dem Verkehr übergeben.

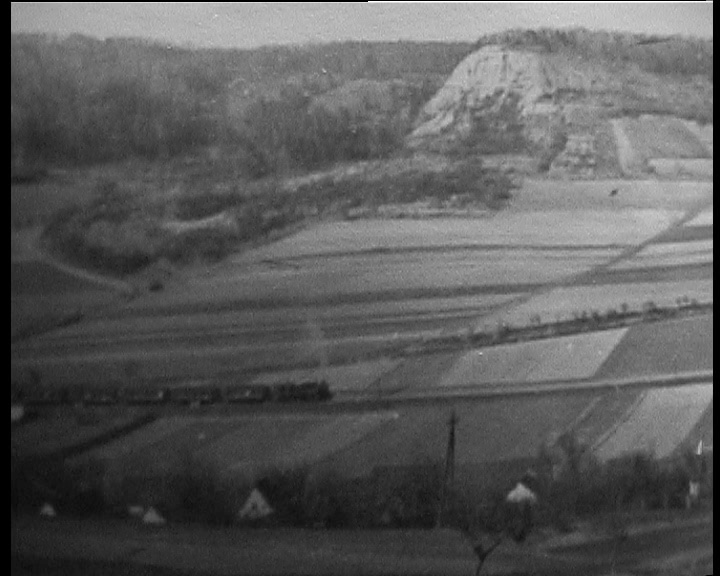
Dampfbespannter Zug bei Löberschütz, um 1962.

Die Strecke kreuzte mehrfach die heutige B 7. Der höchste Punkt der Strecke lag bei Serba mit 282,3 m ü. NN, der tiefste Punkt in Porstendorf mit 139,3 m ü. NN.
In den 1920er Jahren erhielt der „Esel“ eine starke Konkurrenz durch den Straßenverkehr, die längere Kontroversen zwischen Vertretern der beiden Verkehrsträger auslöste.:162–167 Der Jenaer Fuhrunternehmer Albin Kneisel hatte 1925 eine Omnibuslinie über den kürzesten Weg (Reichsstraße 7 durch das Gembdental) von Jena nach Bürgel eröffnet und 1928 nach Eisenberg verlängert. Die Reichsbahn erreichte in ihrer Eigenschaft als Behörde, dass die Linie ab 1930 nicht mehr bis Eisenberg verkehren durfte. Jedoch ersuchten mehrere andere Interessenten um die Erlaubnis, zwischen Elster- und Saaletal Buslinien einzurichten; trotz vorhandener gesetzlicher Grundlage war die Abweisung dieser Wünsche im autofreundlichen Verkehrsklima der 1930er Jahre unpopulär und aufwändig. Später wurde zumindest zu bestimmten Zeiten wieder Busverkehr zugelassen. Immerhin war die Bahn in einiger Hinsicht (linienhafte Erschließung des Stadtgebiets Jena, höhere Beförderungskapazität) grundsätzlich besser aufgestellt als der Bus, was besonders im zunehmenden Jenaer Berufsverkehr vorteilhaft war. Ab etwa 1935 wurde zudem die Streckengeschwindigkeit des „Esels“ auf 50 km/h erhöht, nachdem die Sichtverhältnisse an den ungesicherten Bahnübergängen verbessert worden waren. Damit konnten die meisten Züge spürbar beschleunigt werden.:180
Um den 10. April 1945 wurde die Saalebrücke bei Porstendorf gesprengt. Der Wiederaufbau dauerte bis zum 30. April 1947 und wurde maßgeblich von der Jenaer Firma Zeiss vorangetrieben, da zahlreiche Zeiss-Mitarbeiter die Strecke im Berufsverkehr nutzten. Die Züge fuhren während dieser Zeit nur zwischen Eisenberg und Beutnitz.:188–194
Im Jahre 1952 wurde der Haltepunkt Löberschütz genehmigt und zum größten Teil in Eigenleistung der Gemeinde erbaut. Er war bei den Vorarbeiten zum Streckenbau 1896 nicht mit beantragt worden; spätere Bestrebungen zum Bau blieben lange erfolglos. Vermutlich war dies die letzte nennenswerte Investition in den Streckenteil Porstendorf–Eisenberg.:207–209

### Niedergang
Am 1. April 1969 wurde wegen des äußerst schlechten Gleiszustandes, der zu unpraktikabel langen Fahrzeiten führte, der Personenverkehr zwischen Eisenberg und Bürgel eingestellt.  Am 1. August 1969 sollte der Abschnitt Bürgel–Porstendorf folgen. Der Betrieb endete jedoch schon am 7. Mai, nachdem am Vorabend bei einem Unwetter der Bahndamm bei Graitschen unterspült worden war. Der bereits veröffentlichte Sommerfahrplan 1969 (gültig vom 1. Juni bis 27. September) wurde für den Westteil der Strecke gegenstandslos. 

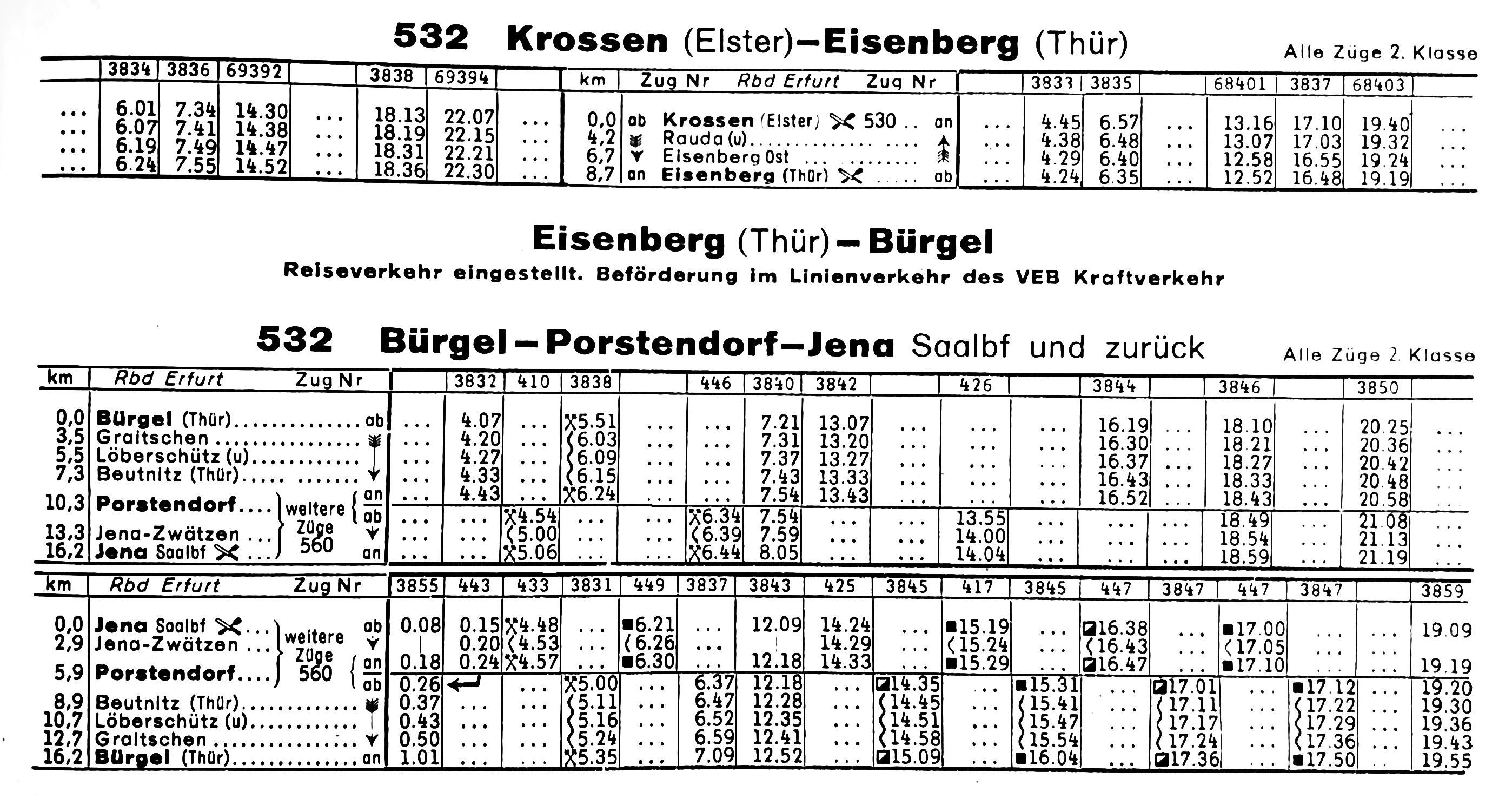
Sommerfahrplan 1969

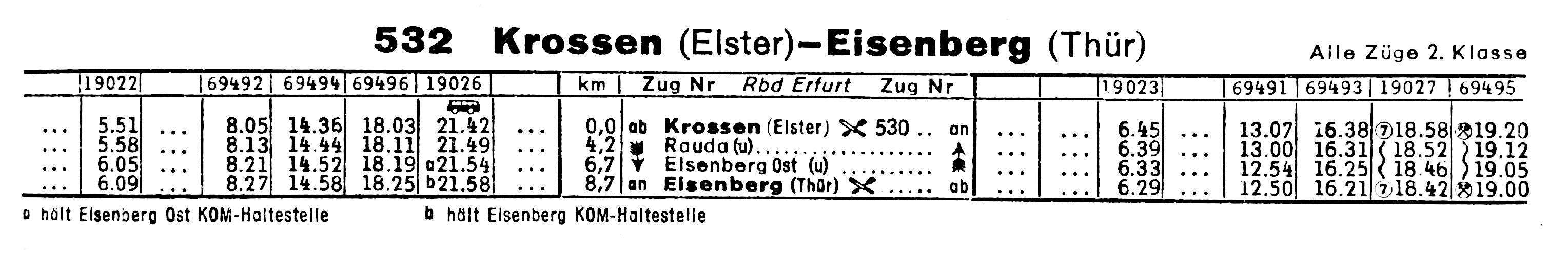
Fahrplan 1983/84 mit gemischten Zügen (Nr. 69...)

Der Güterverkehr zwischen Eisenberg und Porstendorf endete am 24. November 1969.  Danach fuhren noch Übergabezüge zwischen Eisenberg und einem Getreidelager in Serba, längstens bis zum Streckenabbau 1971/72.:259–264

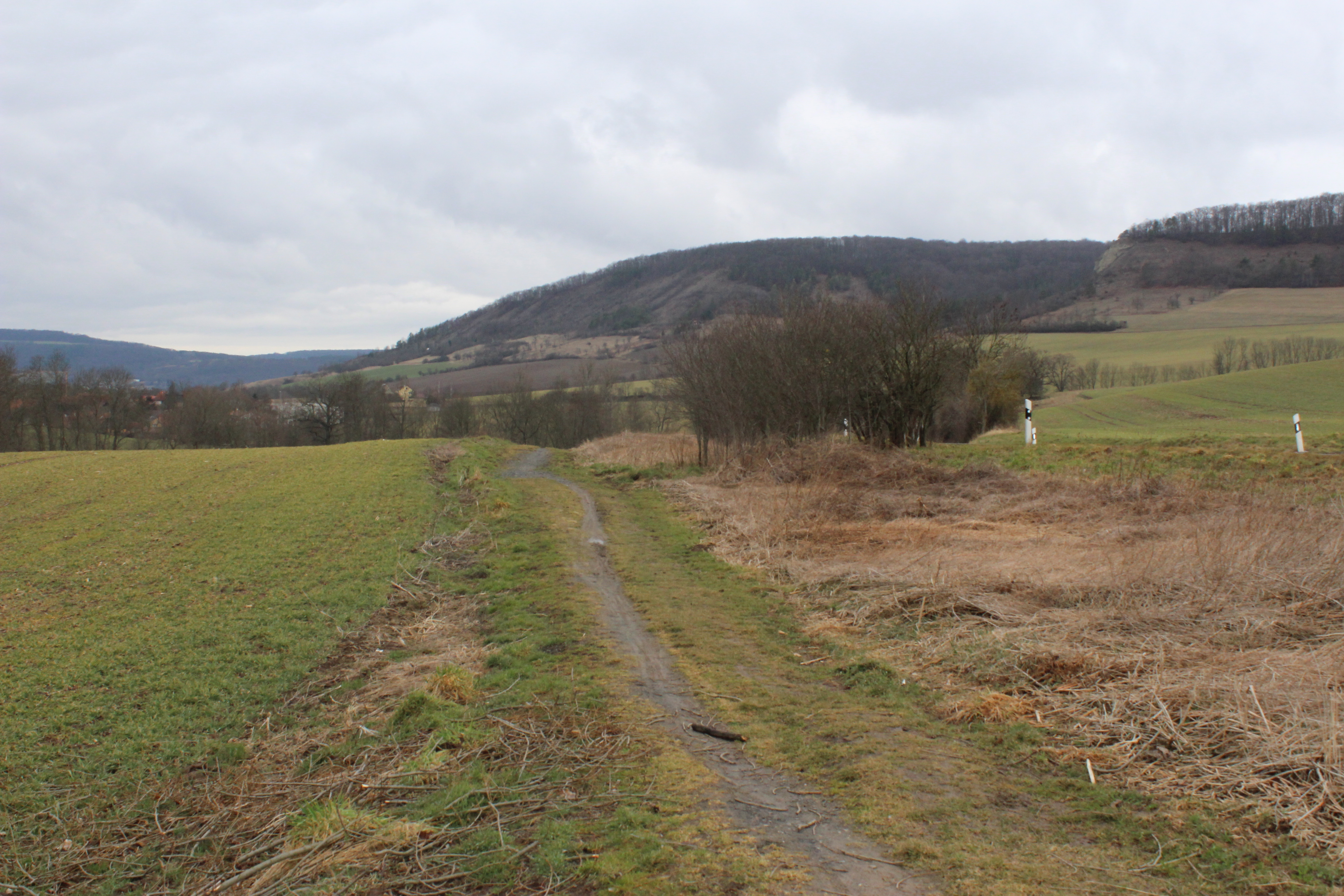
Strecke zwischen Beutnitz und Löberschütz (2018)

Der verbleibende Streckenteil Crossen–Eisenberg erhielt im Reiseverkehr einen sparsamen Fahrplan, der bis auf die kürzeren Fahrzeiten dem Fahrplan der ersten Betriebsjahre ähnelte. Noch in den 1980er Jahren verkehrten gemischte Reise- und Güterzüge, im Spätverkehr wurde ein Bus eingesetzt. Der schon beachtliche Güterverkehr nahm dagegen in dieser Zeit noch zu. In Eisenberg bestanden fünf Anschlussbahnen zu größeren Betrieben, die von zwei Rangierlokomotiven bedient wurden.:278–283 Der Oberbau wurde für 21 t Achslast hergerichtet, so dass alle Streckenlokomotiven  der DR einsetzbar waren.:286
Ab 1990 ging das Verkehrsaufkommen jedoch drastisch zurück, da infolge der Wende in der DDR die meisten Eisenberger Industriebetriebe zusammenbrachen:289; der Reiseverkehr hatte schon zuvor nur geringe Bedeutung. 1998 wurde der Verkehr auf der Strecke schließlich beendet: am 24. Mai der Personen- und am 31. Dezember der Güterverkehr. Juristisch vollzogen wurde die Stilllegung des Abschnitts am 4. Mai 1999. Damit sind Eisenberg, der Verwaltungssitz des Saale-Holzland-Kreises und das beliebte Ausflugsziel Mühltal, dessen Beginn sich bei Kursdorf zwischen Rauda und Eisenberg befindet, ohne Bahnanschluss. Die Abschnitte zwischen Crossen an der Elster und dem Mühltal (Radfernweg Thüringer Städtekette) bis Eisenberg, sowie Trotz und Beutnitz sind heute ein Radweg.

### Relikte
Beginnend bei Porstendorf sind große Teile der einstigen Bahntrasse noch gut erkennbar (2016). Alle bei Stilllegung des jeweiligen Streckenabschnitts noch vorhandenen Empfangsgebäude blieben erhalten und wurden (zum Teil mehrmals) umgenutzt, so auch das große Bahnhofsgebäude in Eisenberg und das der Strecke zuzurechnende Gebäude in Porstendorf. Beim Ausbau der A 9 in den 1990er Jahren blieb der ehemalige Durchlass der Strecke unter der Autobahn erhalten.
Im Bahnhof Crossen an der Elster ist die einst übergeordnete Funktion als Abzweigbahnhof für die Nebenbahn von der preußischen Hauptbahn Leipzig–Gera noch zu erkennen. Dieser Bahnhof war vergleichsweise aufwendig ausgebaut. Auch heute noch verfügt er, zusätzlich zum Hausbahnsteig für die Züge nach Eisenberg und Porstendorf, über einen etwa 100 Jahre alten überdachten Inselbahnsteig und einen ebenso alten Fußgängertunnel.

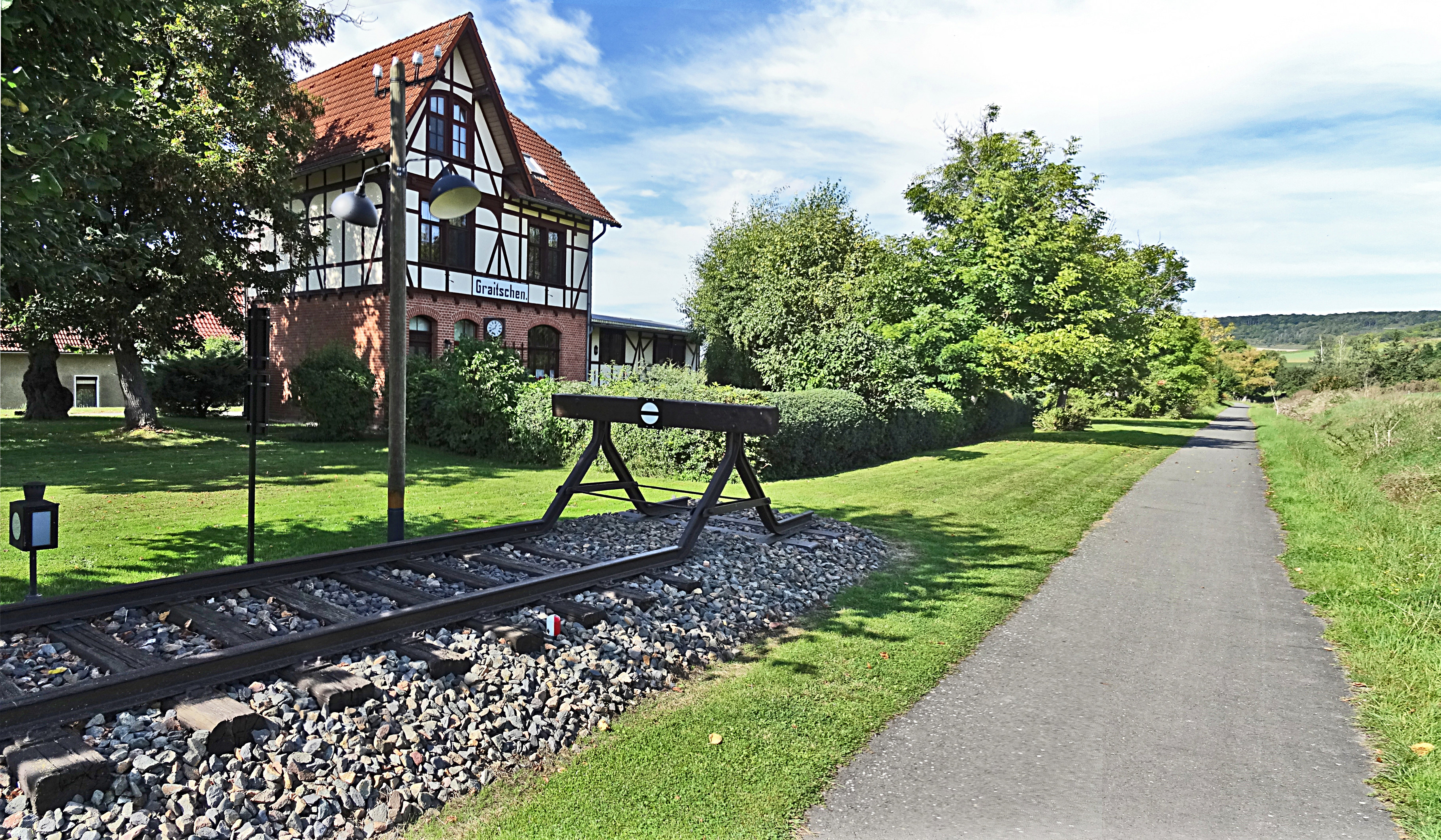
Ehemaliger Bahnhof Graitschen und Thüringer Mühlenradweg